# Ludovic Stewart, 2.º Duque de Lennox

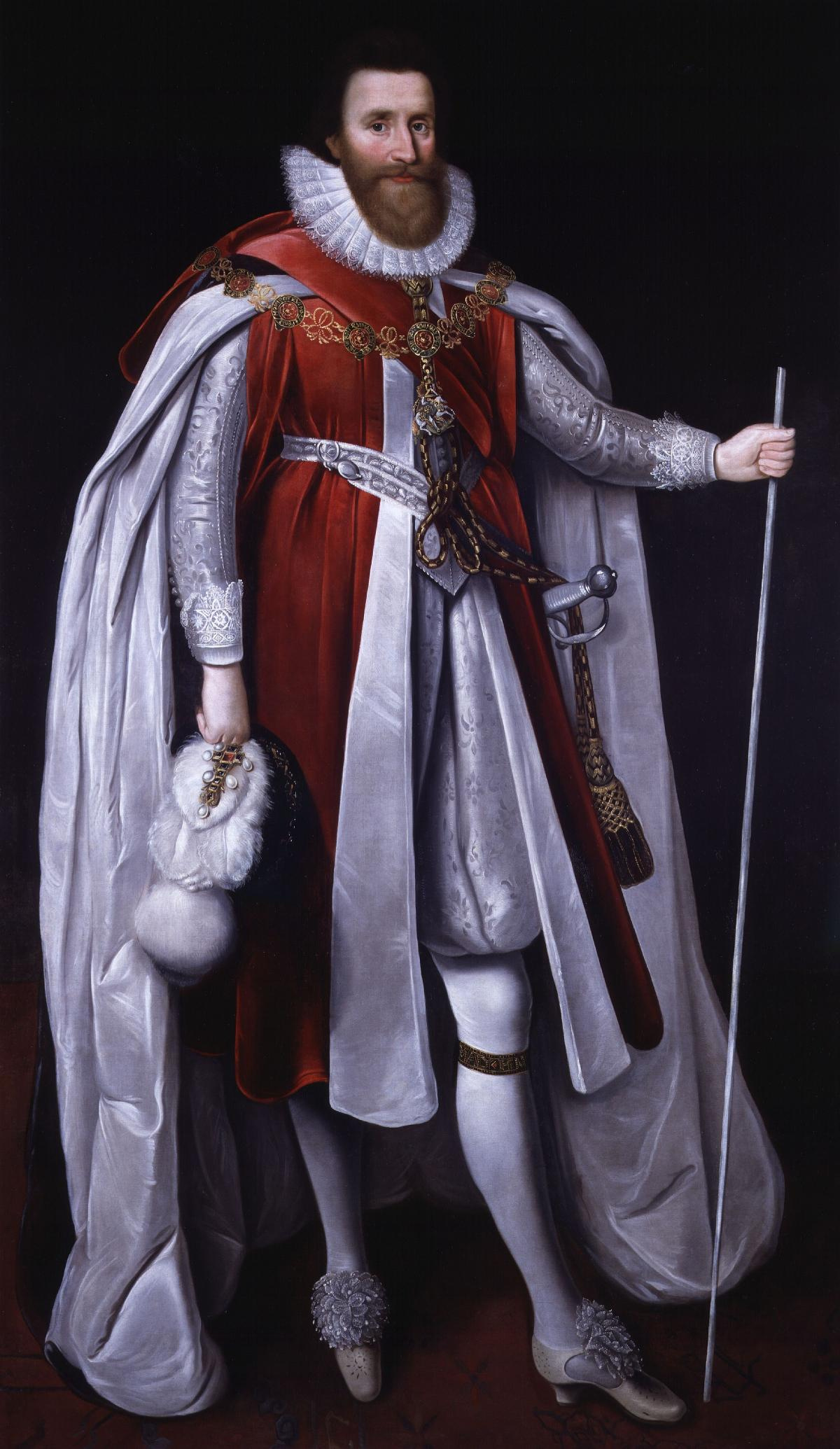
Ludovic Stewart, 1.º Duque de Richmond, 2.º Duque de Lennox, segurando o bastão branco do cargo, usando a Jarreteira e o Colar da Ordem da Jarreteira; c. 1620, por, National Portrait Gallery, Londres

Ludovic Stewart, 2.º Duque de Lennox e 1.º Duque de Richmond (29 de setembro de 1574 – 16 de fevereiro de 1624), foi um par e nobre escocês que, por linhagem paterna, era primo em segundo grau do rei Jaime VI da Escócia e I da Inglaterra.
Filho mais velho de Esmé Stuart, 1.º Duque de Lennox (1542-1583), um francês de ascendência escocesa, e de sua esposa Catherine de Balsac (1547-1631), filha de Guillaume de Balsac, Senhor d'Entragues, e sua esposa Louise de Humières. O pai de Ludovico era o favorito e primo em primeiro grau do Rei Jaime VI da Escócia I da Inglaterra (o pai do rei consorte Henry Stewart, Lord Darnley eram primos em primeiro grau de Esmé). Ludovico era, portanto, ele próprio um primo paterno em segundo grau do rei.

## Casamentos e família
Jaime VI da Escócia discutiu a possibilidade do duque se casar com Arbella Stuart, mas o plano não foi levado adiante. Casou-se três vezes.
- Em abril de 1591, Lennox libertou Sophia Ruthven, filha de William Ruthven, 1.º Conde de Gowrie e Dorothea Stewart, do Castelo de Wemyss e se casou com ela em 15 de abril de 1591 (ela tinha cerca de 16 anos).[4] Ela morreu em maio de 1592 e foi enterrada no Trinity College Kirk em Edimburgo.[5]
- Em 3 de setembro de 1598, ele se casou com Jean Campbell, bisneta do rei Jaime IV da Escócia. O banquete de casamento, com a presença do rei, foi no Castelo de Sorn.[6] Lennox escreveu em abril de 1605 a William Livingstone de Kilsyth, que administrava algumas de suas propriedades escocesas, que desejava "livrar-me dela" e "ficar livre dela". Em dezembro de 1610, após a morte de Jean, seu irmão Hugh Campbell de Loudon reclamou que o duque havia levado suas coisas finas para a Inglaterra, deixando-a "afogada em grandes dívidas" com apenas uma velha bacia de prata, três pequenas xícaras e seus filhos.[7] Eles tiveram uma filha, Lady Elizabeth Stewart. Em setembro de 1607, Lennox reclamou que Dame Jean Campbell mantinha Elizabeth longe dele e também negligenciava sua educação.[8]
- Em 16 de junho de 1621, ele se casou com Frances Howard, filha de Thomas Howard, 1.º Visconde Howard de Bindon.

Ludovico também teve um filho com uma amante cujo nome é desconhecido:
- Sir John Stewart de Methven, governador do Castelo de Dumbarton e construtor do Castelo de Mongavlin.

## Títulos
Em 1613 foi criado Barão de Settrington (de Yorkshire) e Conde de Richmond (de Yorkshire), e em 17 de maio de 1623 Conde de Newcastle-Upon-Tyne e Duque de Richmond.
Com sua morte, o título de Duque de Richmond foi extinto, mas o título escocês paterno de Duque de Lennox passou para seu irmão mais novo, Esmé Stewart, 3.º Duque de Lennox (1579-1624).